# Carlo Vergara Caffarelli
Carlo Girolamo Luigi Mario Vergara Caffarelli di Craco (Portici, 12 febbraio 1877 – Roma, 7 marzo 1966) è stato un ammiraglio italiano, che ricoprì l'incarico di Comandante generale del Corpo delle capitanerie di porto tra il 1 gennaio e il 30 giugno 1936.

## Biografia
Nacque a Portici il 12 febbraio 1877, figlio di Nicolò Luigi e di Clelia Leone, discendente della nobile famiglia dei duchi di Craco, marchesi di Savochetta e di Comignano.
Arruolatosi nella Regia Marina, il 23 ottobre 1890 iniziò a frequentare la Regia Accademia Navale di Livorno, da cui uscì nel 1896. Durante la sua permanenza in accademia fu imbarcato a scopo addestrativo sulla pirofregata Vittorio Emanuele (1891), sulla Cavour (1892),  sulla Flavio Gioia (1893), sulla Amerigo Vespucci (1894) e ancora sulla Vittorio Emanuele (1895). Divenuto guardiamarina il 12 luglio 1896, fu imbarcato sull'incrociatore protetto Stromboli, tra il 1896 e il 1897 prestò servizio nella squadra navale dell'ammiraglio Felice Napoleone Canevaro che stava effettuando il blocco navale di Creta nel corso della rivolta scoppiata sull'isola. Divenne sottotenente di vascello il 22 dicembre 1898, e tenente di vascello il 29 novembre 1903. Durante questo periodo fu imbarcato sull'incrociatore ausiliario Trinacria, sulla corvetta corazzata Terribile, sulla torpediniera Nibbio, e sulla nave da battaglia Enrico Dandolo.
Il 1 maggio 1905 transitò in servizio presso il Corpo delle Capitanerie di Porto come Ufficiale di Porto di 3ª classe, prestando servizio a Castellammare di Stabia e poi Napoli. Lasciata la Campania si trasferì a Civitavecchia dove il 7 giugno 1906 sposò la signorina Ada Ronsey, figlia del direttore della locale Cassa di Risparmio.
Dopo la guerra italo-turca, e la conquista delle isole del Dodecanneso, fu mandato a Rodi per prestare servizio nelle locali Capitanerie di Porto. Rientrò in Italia allo scoppio della prima guerra mondiale in quanto militarizzato con il grado di capitano, per assumere il comando del Circondario Marittimo di Pozzuoli, incarico che mantenne fino al 1918.
Dopo la fine del conflitto fu trasferito in servizio nella  Capitaneria di Porto di Pola, in Istria, venendo promosso Colonnello di Porto nel 1924 e prestando servizio dapprima presso il Ministero della marina, in seguito in quello delle Comunicazioni, a poi fu capo della Direzione Generale Marina Mercantile. Nell'aprile 1926 fu messo fuori ruolo ed assegnato al Ministero delle colonie. Nel 1928 ritornò in Campania come Direttore Marittimo di Napoli. Due anni più tardi ottenne il trasferimento presso il Comando Generale del Corpo delle Capitanerie di Porto, venendo promosso Maggiore Generale di Porto l'8 settembre 1930. Promosso Tenente Generale Ispettore nel 1936, ricoprì tale incarico per pochi mesi, in quanto aveva raggiunto i previsti limiti di età e fu collocato in posizione ausiliaria. Per esigenze straordinarie durante la seconda guerra mondiale, viene richiamato in servizio presso il Comando del Corpo delle Capitanerie di porto a Roma. Non aderì alla Repubblica Sociale Italiana, e durante l'occupazione tedesca della Capitale rimase nascosto in un appartamento insieme ai suoi figli. Posto in riserva al termine del 1944, si spense a Roma il 7 marzo 1966.

### Fonti
1. ↑  Speaker.
2. 1 2 3 4 5 6 7  Guardia Costiera.
3. 1 2 3 4 5 6  Vergara Caffarelli.
4. 1 2  Nonnodondolo.